# The House of Tomorrow
The House of Tomorrow é um filme de drama estadunidense de 2017 escrito e dirigido por Peter Livolsi e estrelado por Asa Butterfield e Alex Wolff. O filme é baseado no romance de mesmo nome de Peter Bognanni de 2010 com o mesmo nome. Ellen Burstyn e Nick Offerman atuaram como produtores executivos do filme.

## Elenco
- Asa Butterfield como Sebastian Prendergast
- Alex Wolff como Jared Whitcomb
- Nick Offerman como Alan Whitcomb
- Ellen Burstyn como Josephine Prendergast
- Maude Apatow como Meredith Whitcomb
- Michaela Watkins como Mrs. Whitcomb
- Fred Armisen como narrador (voz)

## Recepção
O filme tem uma classificação de 74% no Rotten Tomatoes, com base em 35 avaliações com uma pontuação média de 6,27/10. O consenso dos críticos do site diz: "Familiar, mas cativante, The House of Tomorrow é uma comédia bem contada sobre o amadurecimento que marca uma estreia auspiciosa, senão indispensável, do roteirista e diretor Peter Livolsi".  Colin Covert do Star Tribune concedeu ao filme quatro estrelas. Leah Greenblatt da Entertainment Weekly deu ao filme uma nota B.